# Народна партия на Канада
Народна партия на Канада (на английски: People's Party of Canada, на френски: Parti populaire du Canada) е политическа партия в Канада, основана през 2018 г. Неин председател е Максим Берниер.
Партията е създадена през септември 2018 г. от Максим Берние, бивш член на Консервативна партия, който я напуска след като кандидатства за ръководител на партията и не е избран.

## Участия в избори

### Федерални избори
| Избори | Ръководител    | Места   | +/−          | Гласове | %   | Ранг | Позиция          |
| ------ | -------------- | ------- | ------------ | ------- | --- | ---- | ---------------- |
| 2019   | Максим Берниер | 0 / 338 | Безизменение | 294 092 | 1,6 | 6-то | Извън парламента |
| 2021   | Максим Берниер | 0 / 338 | Безизменение | 840 990 | 4,9 | 6-то | Извън парламента |